# Serhutj
Serhutj (vitryska: Сергуч) är ett vattendrag i Belarus.   Det ligger i voblasten Vitsebsks voblast, i den norra delen av landet, 90 km nordost om huvudstaden Minsk.
I omgivningarna runt Serhutj växer i huvudsak blandskog. Runt Serhutj är det ganska tätbefolkat, med 54 invånare per kvadratkilometer.